# Лекинчоара (Муреш)
Лекинчоара (рум. Lechincioara) насеље је у Румунији у округу Муреш у општини Шинкај. Oпштина се налази на надморској висини од 313 m.

## Становништво
Према подацима из 2002. године у насељу је живело 109 становника, од којих су сви румунске националности.